# The Doors (album)
The Doors je debitantski studijski album skupine The Doors, izdan 4. januara 1967 pri založbi Elektra Records. Album vsebuje 11 skladb, od tega 9 skladb, ki sta jih skupaj napisala The Doors. Leta 2003 so ga uredniki revije Rolling Stone vključili kot 42. na seznam 500. najboljših albumov vseh časov.

## Seznam skladb
| Stran 1 | Stran 1                                | Stran 1                               | Stran 1 |
| Št.     | Naslov                                 | Pisec                                 | Dolžina |
| ------- | -------------------------------------- | ------------------------------------- | ------- |
| 1.      | „Break on Through (To the Other Side)‟ | Densmore, Krieger, Manzarek, Morrison | 2:25    |
| 2.      | „Soul Kitchen‟                         | Densmore, Krieger, Manzarek, Morrison | 3:30    |
| 3.      | „The Crystal Ship‟                     | Densmore, Krieger, Manzarek, Morrison | 2:30    |
| 4.      | „Twentieth Century Fox‟                | Densmore, Krieger, Manzarek, Morrison | 2:30    |
| 5.      | „Alabama Song (Whiskey Bar)‟           | Bertolt Brecht, Kurt Weill            | 3:15    |
| 6.      | „Light My Fire‟                        | Densmore, Krieger, Manzarek, Morrison | 6:30    |

| Stran 2         | Stran 2               | Stran 2                               | Stran 2 |
| Št.             | Naslov                | Pisec                                 | Dolžina |
| --------------- | --------------------- | ------------------------------------- | ------- |
| 1.              | „Back Door Man‟       | Willie Dixon                          | 3:30    |
| 2.              | „I Looked at You‟     | Densmore, Krieger, Manzarek, Morrison | 2:18    |
| 3.              | „End of the Night‟    | Densmore, Krieger, Manzarek, Morrison | 2:49    |
| 4.              | „Take It as It Comes‟ | Densmore, Krieger, Manzarek, Morrison | 2:13    |
| 5.              | „The End‟             | Densmore, Krieger, Manzarek, Morrison | 11:35   |
| Skupna dolžina: | Skupna dolžina:       | Skupna dolžina:                       | 43:05   |

## Zasedba

### The Doors
- Jim Morrison – vokal
- Ray Manzarek – orgle, klavir
- Robby Krieger – kitara
- John Densmore – bobni

### Dodatni glasbeniki
- Larry Knechtel – bas kitara